# Perikardiektomia
Perikardiektomia – chirurgiczny zabieg usunięcia części (perikardiektomia  częściowa) lub całości (perikardiektomia  radykalna) worka osierdziowego, mający na celu najczęściej odbarczenie zaciskającego zapalenia osierdzia. Zapalenie to, jak również inne rodzaje stanu zapalnego osierdzia, wywoływane jest przez różne czynniki, najczęstszymi są infekcje, działanie promieniowania, przyczyny idiopatyczne oraz reakcja zapalna. Prowadzi do włóknienia lub kalcyfikacji worka osierdziowego. 
Z badań wynika, że usunięcie części lub całości worka osierdziowego poprawia stan pacjentów dotkniętych zapaleniem osierdzia i wynikających z niego problemów z działaniem serca, jednak potencjalnie może negatywnie wpływać na obieg krwi w obrębie przedsionków serca i zastawki trójdzielnej, choć objawy te mogą również wynikać z wcześniejszych problemów z sercem, takich jak kardiomiopatie wynikające z nieleczonego zapalenia osierdzia.
Stosowana bywa zarówno jako zabieg terapeutyczny, jak i diagnostyczny. Jej stosowanie obarczone jest jednak sporym ryzykiem dla pacjenta. W zależności od próby, w różnych ośrodkach notuje się od 3, przez 7 i 10, do nawet 18 procent śmierci w okresie okołooperacyjnym (pierwszych 30 dni po operacji). Długoterminowa prognoza dla pacjentów po zabiegu usunięcia worka osierdziowego zależy przede wszystkim od pierwotnej przyczyny choroby a także od minimalizacji czasu pomiędzy diagnozą a zabiegiem.